# Idiopatisk trombocytopen purpura
Idiopatisk trombocytopen purpura (ITP) är en blödningsrubbning som innebär att antalet blodplättar sjunker till en så låg nivå att små, spontana blödningar börjar uppstå. Den vanligaste formen av sjukdomen är idiopatisk, d.v.s. saknar känd orsak, men sekundära former existerar, t.ex. orsakat av infektioner eller autoimmuna sjukdomar. 
ITP är oftast botbar, även om man kan behöva vård under sjukdomsförloppet. Även hos den som drabbas av kronisk ITP, d.v.s. låga koncentrationer av blodplättar under mer än sex månader, läker sjukdomen i de allra flesta fall ut utan att någon särskild medicinsk behandling behövs. Andelen vuxna kvinnor med ITP är betydligt större än andelen män.
Det första steget i utredning av ITP är att mäta koncentrationen av blodplättar i blodet. En frisk människa skall ha mellan 150 och 300 miljarder blodplättar per liter blod. Den som har ITP har betydligt lägre koncentration än så, vilket ökar blödningsrisken, eftersom blodplättarna spelar en viktig roll i att bilda blodkoagler. Vid alltför låg koncentration kan transfusioner med blodplättar behövas.

## Symtom
- Blåmärken som inte snabbt försvinner
- Hudblödningar
- Näsblod
- Trötthet